# Al Ahli Khartoum
Pour les articles homonymes, voir Al Ahly.
Maillots
Actualités
Le Al Ahly Khartoum Sports Club (en arabe : النادي الأهلي الرياضي), plus couramment abrégé en Al Ahly, est un club soudanais de football fondé en 1929 et basé à Khartoum, la capitale du pays.